# 桑野良一
桑野 良一（くわの りょういち、1969年12月11日 - ）は、日本の化学者。学位は、博士（工学）。九州大学大学院理学研究院化学部門教授。2006年に有機合成化学奨励賞を受賞。受賞理由は「光学活性含窒素複素環化合物の触媒的不斉合成」である。また2009年2月にはThieme Chemistry Journals Award を受賞している。

## 略歴
- 1992年 - 京都大学工学部合成化学科を卒業。
- 1994年 - 京都大学大学院工学研究科修士課程合成化学専攻を修了。
- 1995年 - 京都大学大学院工学研究科博士後期課程合成・生物化学専攻を中退と同時に京都大学大学院工学研究科合成・生物化学専攻助手。
- 2001年 - 文部省在外研究員となる（アメリカ合衆国・エール大学）。
- 2002年 - 九州大学大学院理学研究院化学部門助教授。
- 2007年 - 九州大学大学院理学研究院化学部門准教授。
- 2009年 - 九州大学大学院理学研究院化学部門教授。

## 業績
トランスキレート配位子を用いた遷移金属触媒による芳香族化合物の不斉水素化を精力的に研究。京都大学時代にインドールの不斉水素化を発表し、その後様々な研究者により芳香族化合物の不斉水素化の研究が行われている。また、辻・トロスト反応を応用したベンジルエステル化合物のベンジル位置換反応の開発の研究も行っている。

## その他
有機金属化学の研究の他にも伝統芸能についても造詣が深く、九州大学の伝統芸である「よかちん」の保全活動も行っている。